# Suimanga del Tsavo
El suimanga del Tsavo (Cinnyris tsavoensis) és un ocell de la família dels nectarínids (Nectariniidae).

## Hàbitat i distribució
Habita sabanes amb acàcies i boscos del sud d'Etiòpia, sud de Somàlia i est de Kenya fins al nord-est de Tanzània.